# روجر ريان
روجر ريان (بالإنجليزية: Roger Ryan)‏ هو سياسي أسترالي، ولد في 2 أغسطس 1939. انتخب عضو الجمعية التشريعية للإقليم الشمالي ‏.